# Hydromys chrysogaster
Hydromys chrysogaster је врста глодара из породице мишева (Muridae).

## Распрострањење
Ареал врсте је ограничен на мањи број држава. Врста има станиште у Аустралији, Индонезији и Папуи Новој Гвинеји.

## Станиште
Станиште врсте су слатководна подручја. Врста је по висини распрострањена од нивоа мора до 1.900 метара надморске висине.

## Угроженост
Ова врста није угрожена, и наведена је као последња брига јер има широко распрострањење.